# أوتو تسيرر
أوتو تسيرر Otto Zierer (ولد في مايو 1909 في بامبرج – ومات في 5 مارس 1983 في جروبنتسيل) أديب وروائي ألماني، اشترك كضابط في سلاح المظلات في الحرب العالمية الثانية. درس الفلسفة والتاريخ في ميونخ وهايدلبرج.
عاش معظم حياته في ميونخ وكذلك في إسبانيا. وقد حظيت كتبه في فترة ما بعد الحرب بالانتشار، وفبلغت نسخه المباعة أكثر من 30 مليون نسخة. وقد كرم على مجمل أعماله الأدبية من خلال منحه وسام الاستحقاق البافاري. ويعتبر تسيرر من المنفيين والمضطهدين من قبل الرايخ الثالث والنازيين.
كتب تسيرر أكثر من 130 كتابا، بينها عدد من الروايات، وبعض الكتب حول تجاربه في الحرب من بينها كتاب «حمراء بدت الشمس» Rot schien die Sonne . ومن بين المجالات التي كتب فيها أيضا تاريخ البشرية منذ فجر التاريخ، وحظي من خلالها على جمهور قارئ عريض.
أما أكثر كتبه شعبية فهو مجموعة كتب بعنوان «صورة القرون» Bild der Jahrhunderte، ويضم 44 جزءا يحنوى على تاريخ العالم مصحوبا بالصور والرسومات المبينة. ومزج فيها بين الأسلوب العلمي للسرد التاريخ والأسلوب الأدبي في كشف روح التاريخ.